# Rupat

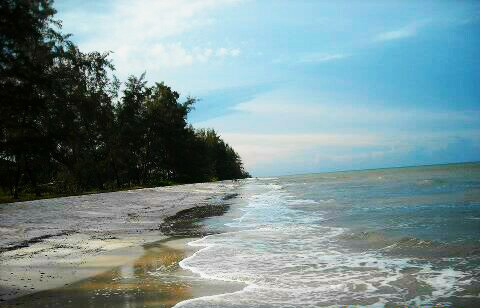
La plage de Ketapang à Rupat

Rupat est une île située dans le détroit de Malacca, non loin de la côte est de l'île indonésienne de Sumatra, dont elle est séparée par un bras de mer de 5 km. L'île est plate et marécageuse. De forme circulaire, elle a un diamètre d'environ 50 km. Sa superficie est d'environ 1 520 km².
Son climat est chaud et humide et il y pleut abondamment pendant la plus grande partie de l'année. On dit que la plage de sable blanc de Pasir Panjang ("sable long" en malais), qui s'étire sur 17 kilomètres de long et 30 mètres de large, est la plus longue d'Indonésie. De Rupat, on aperçoit la côte de Malaisie.
Administrativement, Rupat fait partie du kabupaten (département) de Bengkalis dans la province de Riau.

## Population
Rupat est peu peuplée. Les habitants sont Malais et Akit, une population indigène qui maintiennent leur culture et mode de vie.
Les habitants de Rupat ont des liens avec leurs cousins de Malaisie. Le ringgit malaisien y est d'ailleurs accepté.